# 广东省博物馆
广东省博物馆（英語：Guangdong Museum，简称：省博、粤博），是广东省目前规模最大的综合性博物馆，位于广州市天河区珠江新城猎德街道珠江东路2号，占地面积4.1万平方米。
该馆在2008年5月18日被公布为首批国家一级博物馆，2024年4月入选中央地方共建国家级重点博物馆名单。

## 旧馆

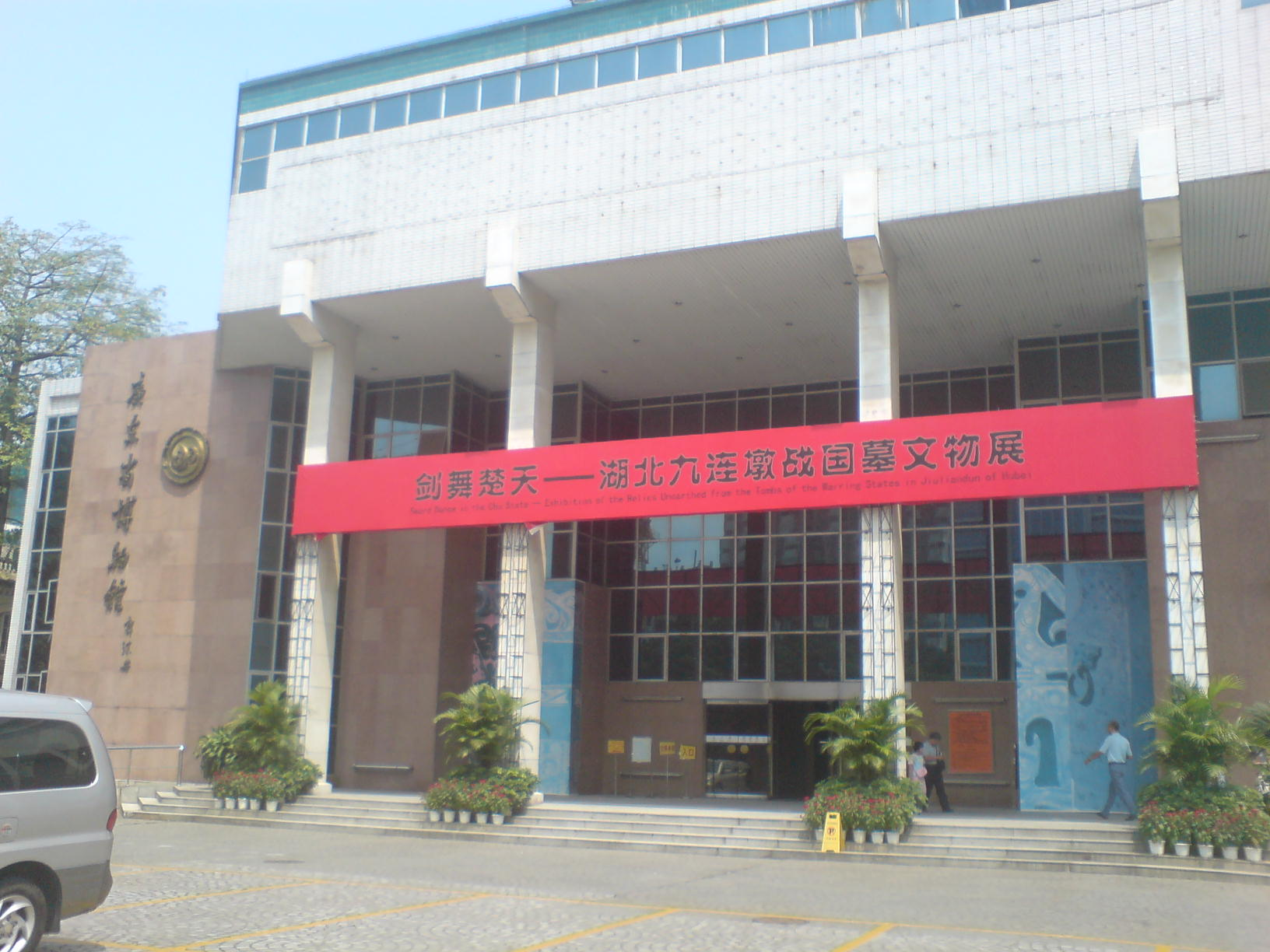
广东省博物馆旧馆

### 历史
1957年7月19日，广东省博物馆筹备委员会正式成立，开展博物馆选址、文物筹集等工作。最初，筹委会就博物馆的选址提出了多个方案，包括越秀山、光孝寺、中山纪念堂科学馆前空地、黄花岗前坟场、小北花圈、木壳冈，但由于各种原因，这些地方均不符合要求，最后在当时广东省委书记陶铸的建议下，筹委会最终选定文明路的广东贡院旧址作为馆址。
博物馆原本规划有一座形似“U”形的大楼，主楼向东，还有两座分别朝南和朝北的副楼，总建筑面积达1.4万平方米。由于大躍進饑荒，到1959年只有南副楼落成，主楼和北副楼均没有建设。改革开放后，又在原址上建设了新的陈列大楼。1992年10月落成，展览面积是原楼的4倍。

### 展馆
- 博物馆主展馆

博物馆主馆是1992年建造的，馆内有13个展厅。陈列面积2197平方米，馆内展厅包括玉石展厅、陶瓷展厅和广东历史变迁。主馆的名称是由郭沫若题写。博物馆搬迁到珠江新城后空置，现已移交广东省立中山图书馆，改为图书馆文明路总馆D区。
- 广州鲁迅纪念馆（即中國國民黨第一次全國代表大會舊址）

## 新馆

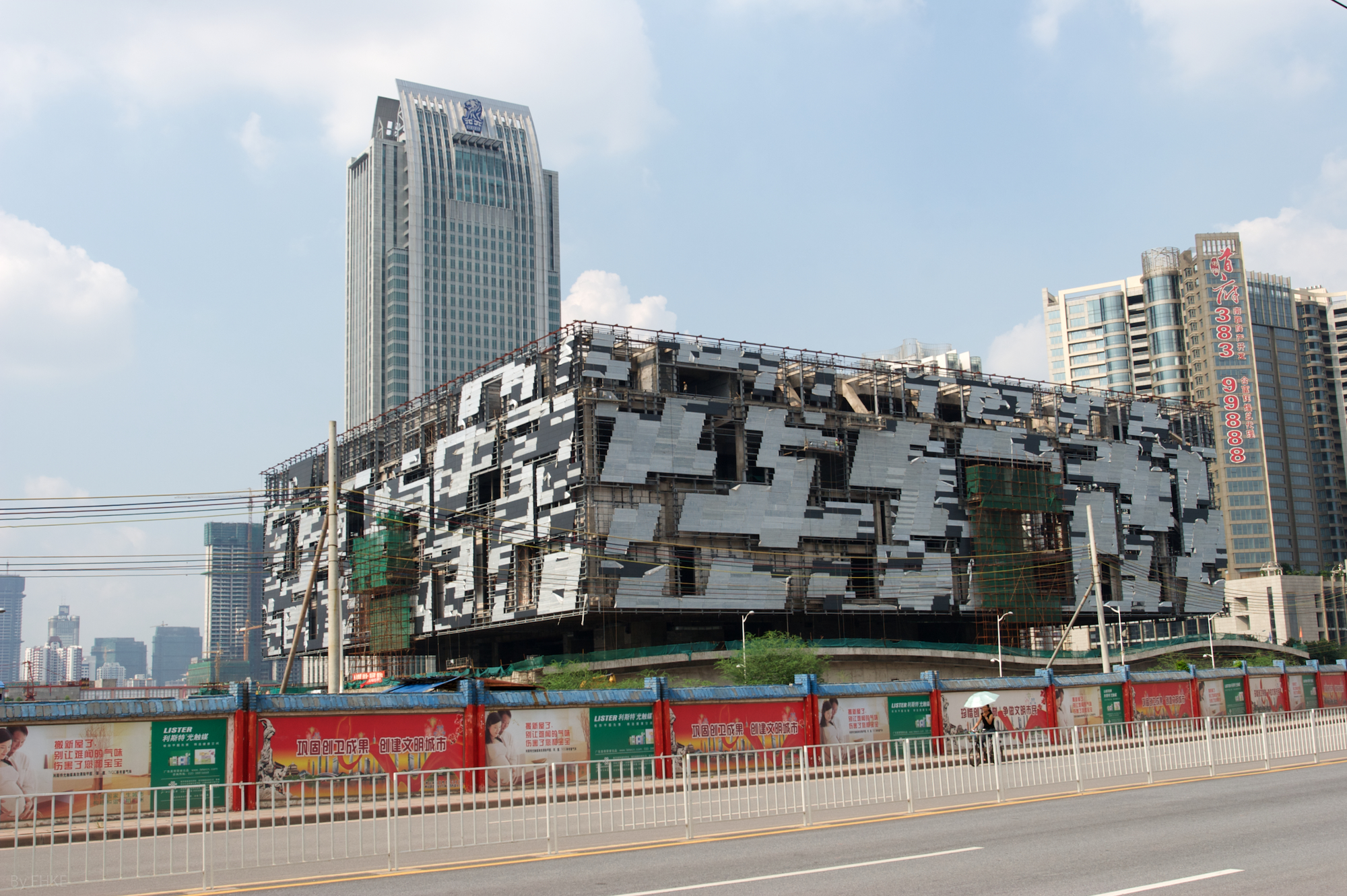
兴建中的广东省博物馆

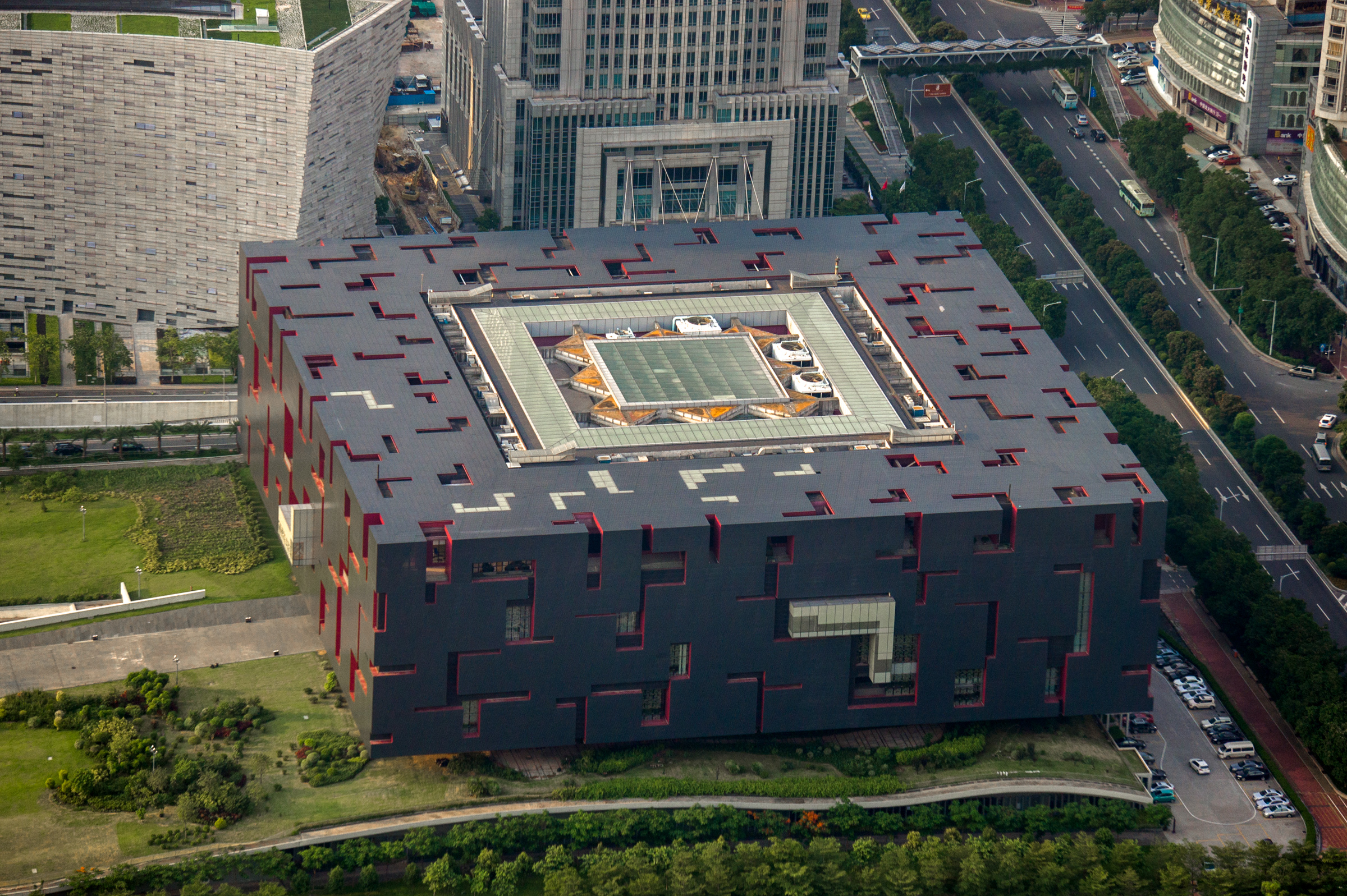
从广州塔俯瞰广东省博物馆

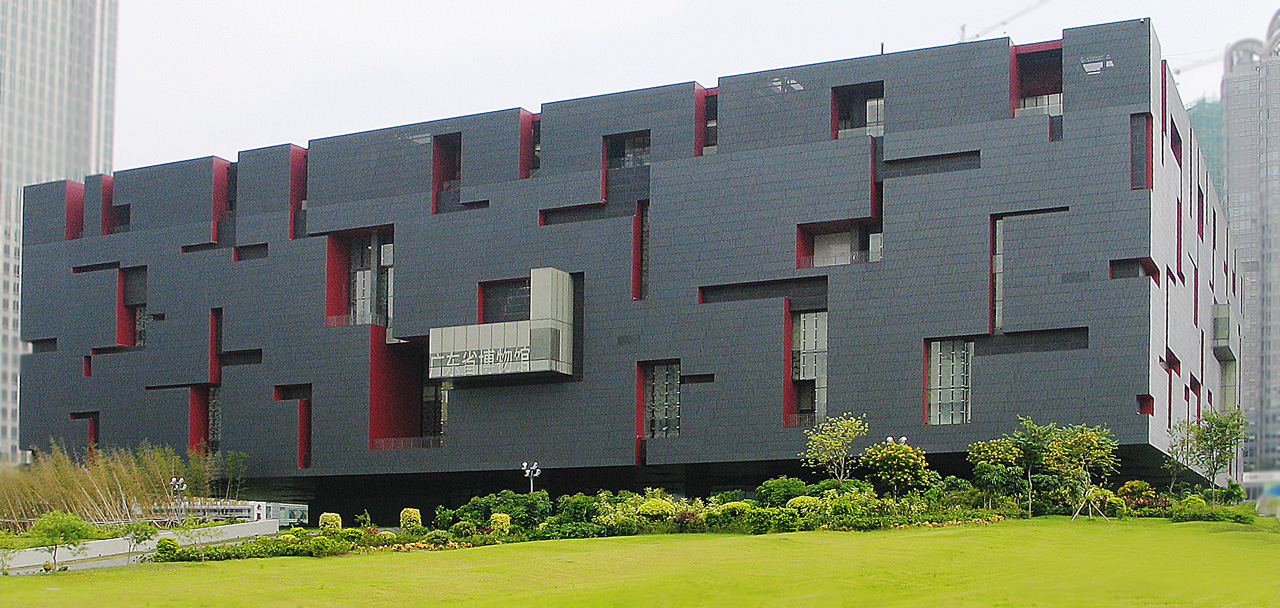
广东省博物馆新馆全景

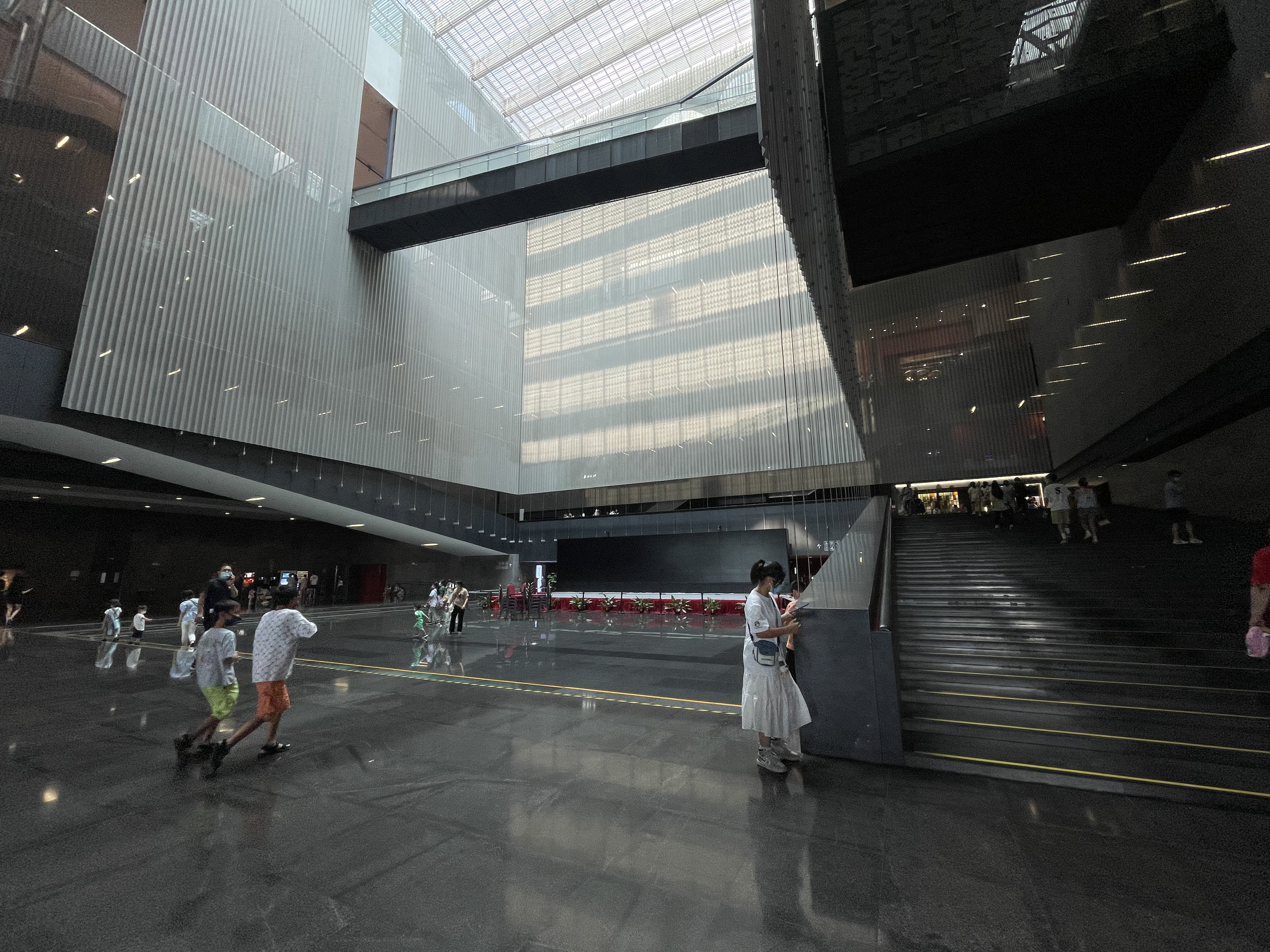
一楼大厅

### 兴建过程
2003年，广东省政府决定投资8.8亿元人民币兴建广东省博物馆新馆，以满足进一步的发展需要，并在同一年举办建筑方案设计国际邀请竞赛，共有美国、奥地利、日本、荷兰、英国等8国10家国际著名建筑设计单位参加竞赛，最后由香港许李严建筑师有限公司设计的方案“珍宝容器”作为设计方案。新馆于2004年12月12日开始兴建，在2010年5月18日落成并对公众开放

### 建筑特色
广东省博物馆新馆形似一个「宝盒」，主体建筑的周围是一片缓缓升起的草地，入口层建筑离地面23米，草坡延伸其中，进入入口是一个面积达6000平方米的中央大厅，高38米，采用采光屋顶，带有岭南建筑特色。博物馆采用「剪力墙植入型混凝土巨型筒体-钢架悬吊结构」，使展厅里没有一根立柱，提升了布展面积。

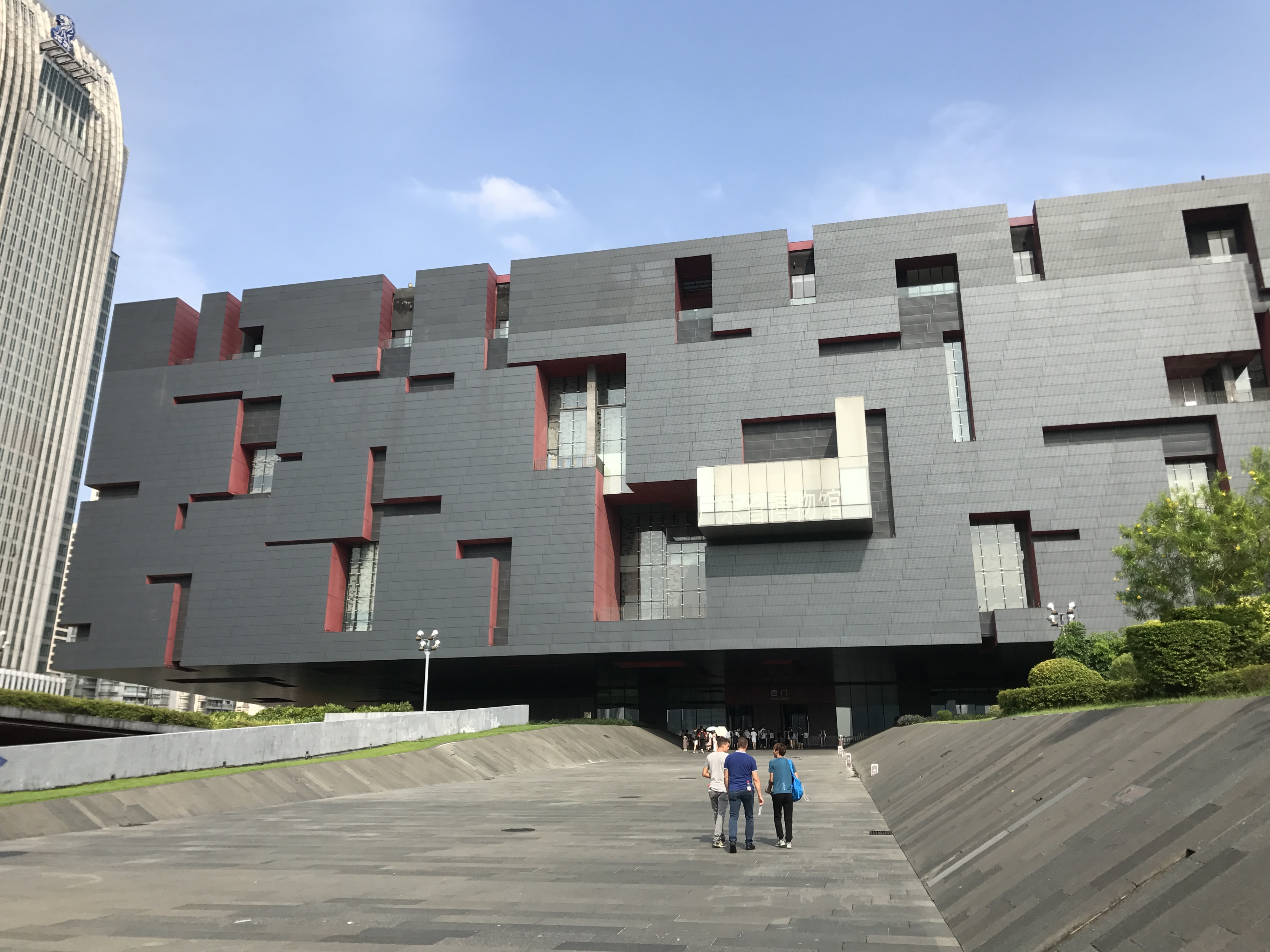
博物馆入口
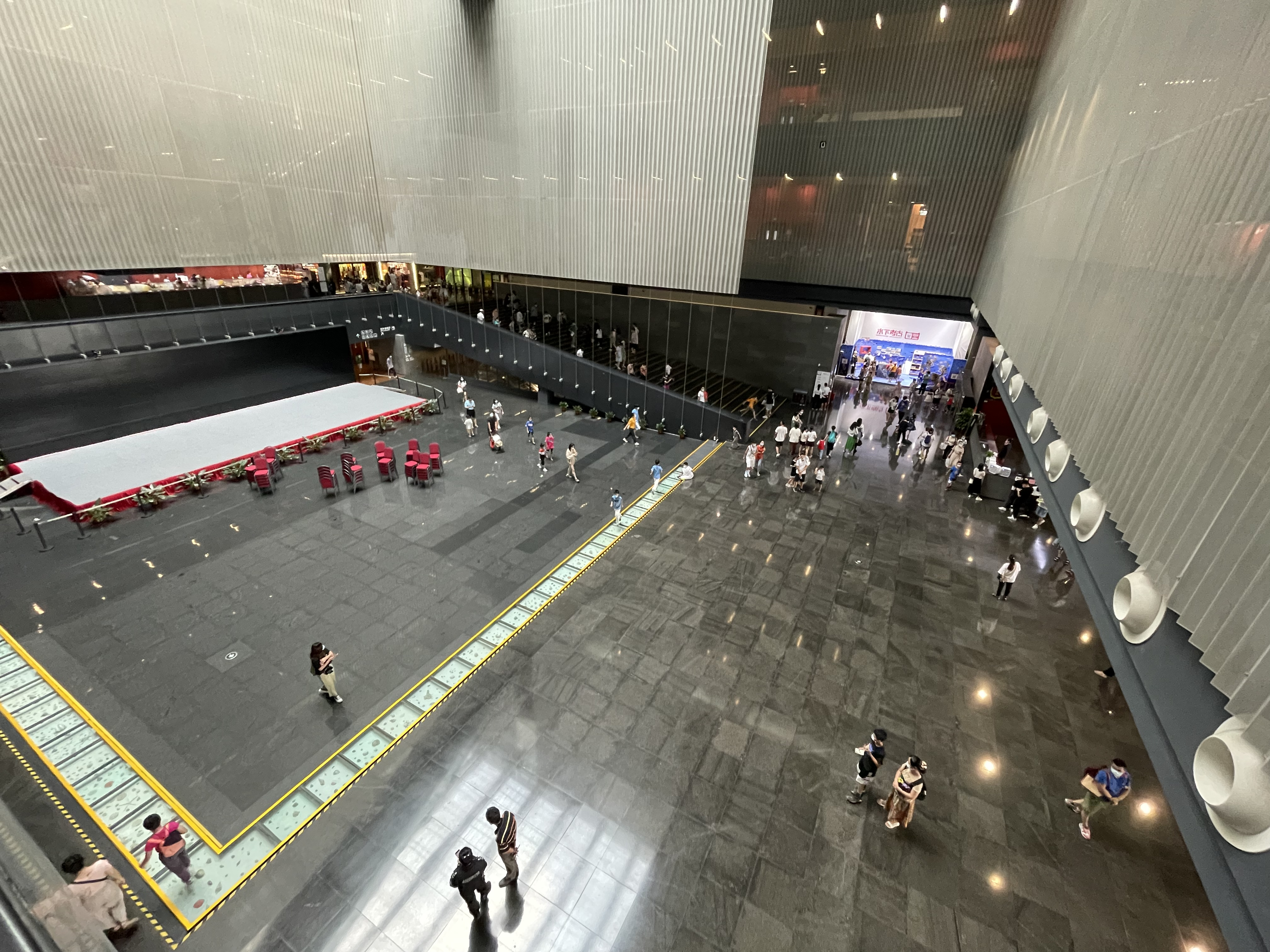
一楼大厅俯视

### 展览
博物馆分为常设展览和临时展览。

#### 常设展览
- 广东历史文化陈列
- 广东省自然资源展览
- 端砚艺术展览
- 潮州木雕艺术展览
- 馆藏历代陶瓷展览

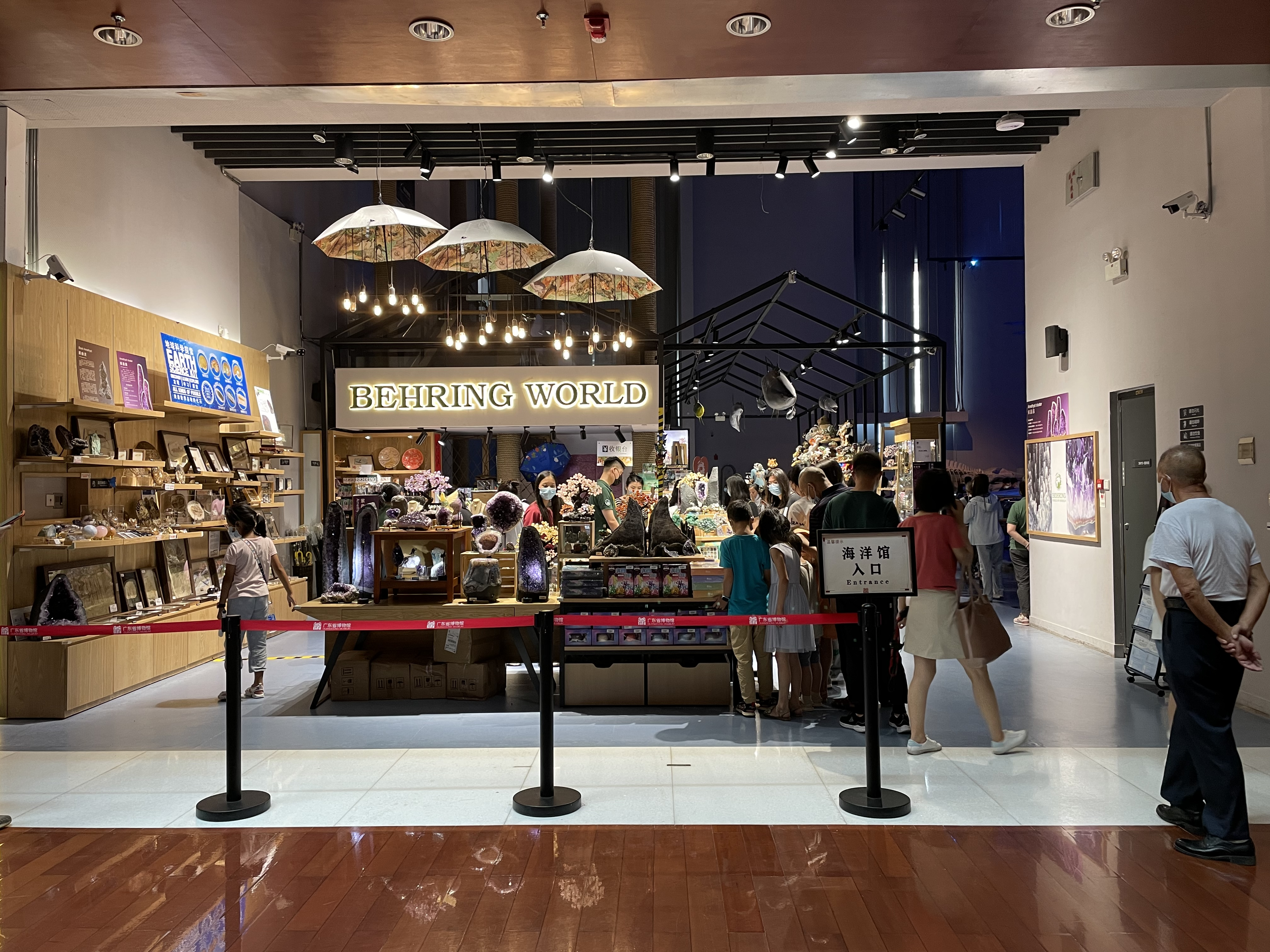
广东省自然资源展览入口
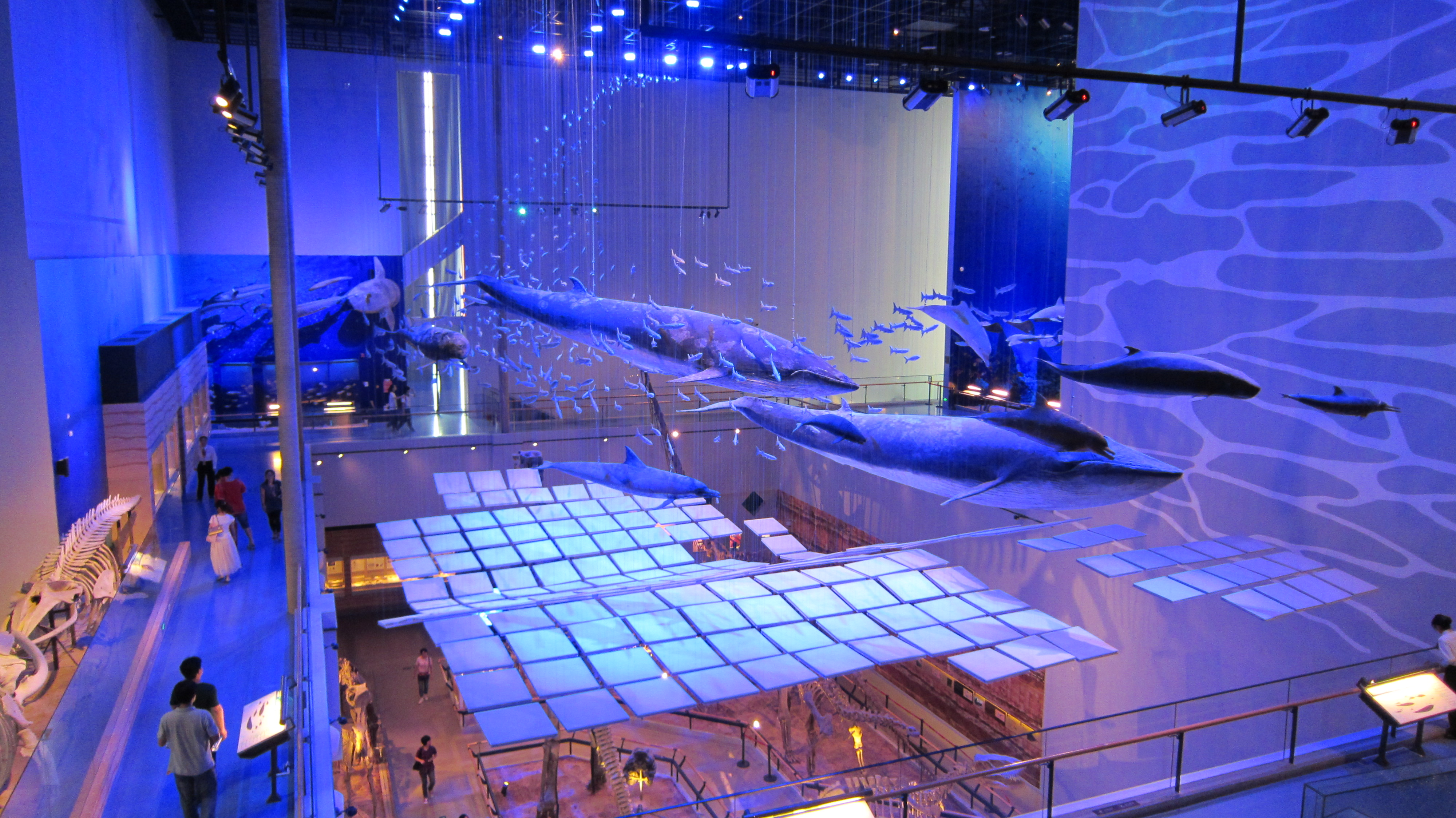
广东省自然资源展览展厅内的海洋馆
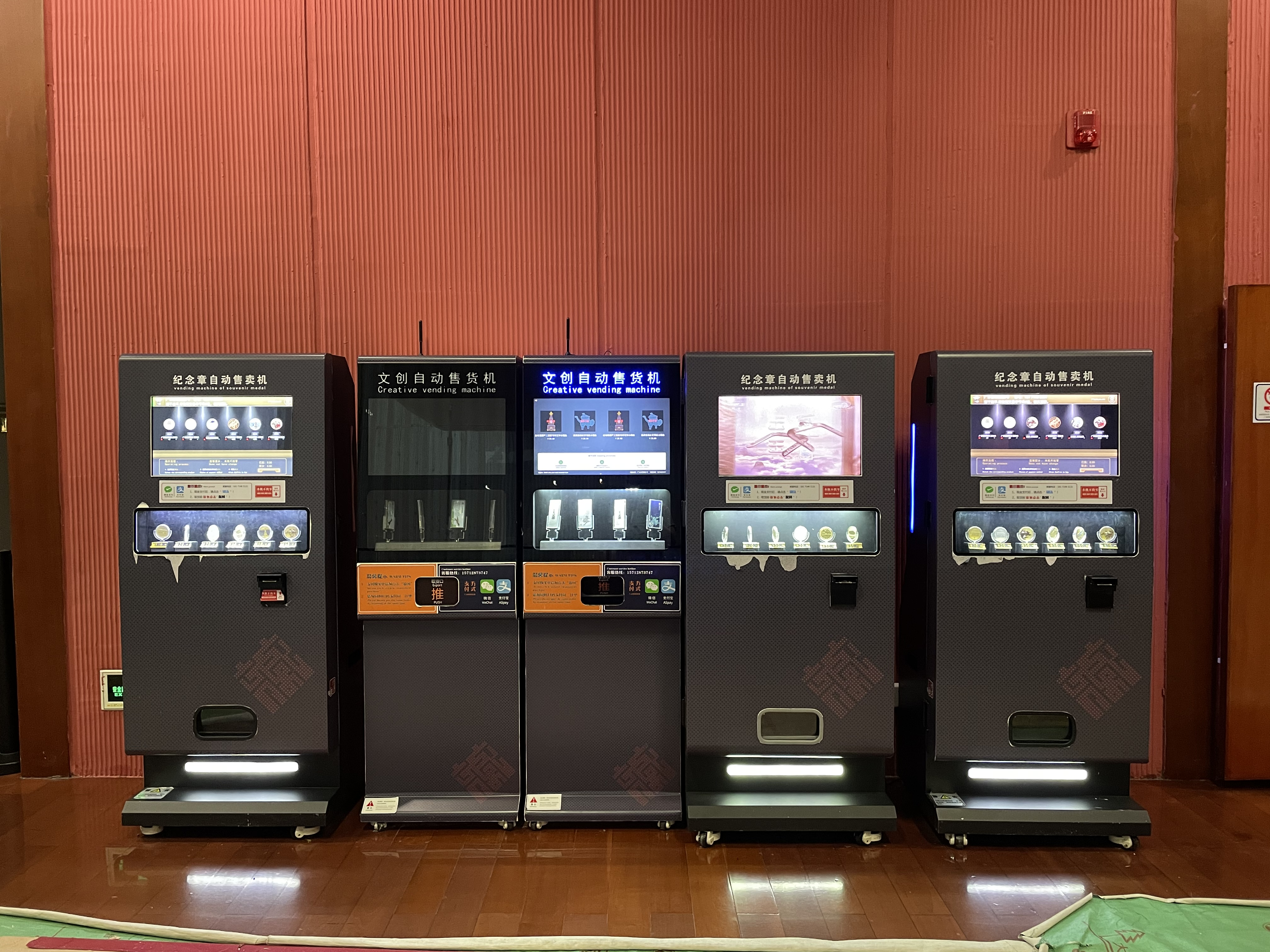
纪念品购买机器
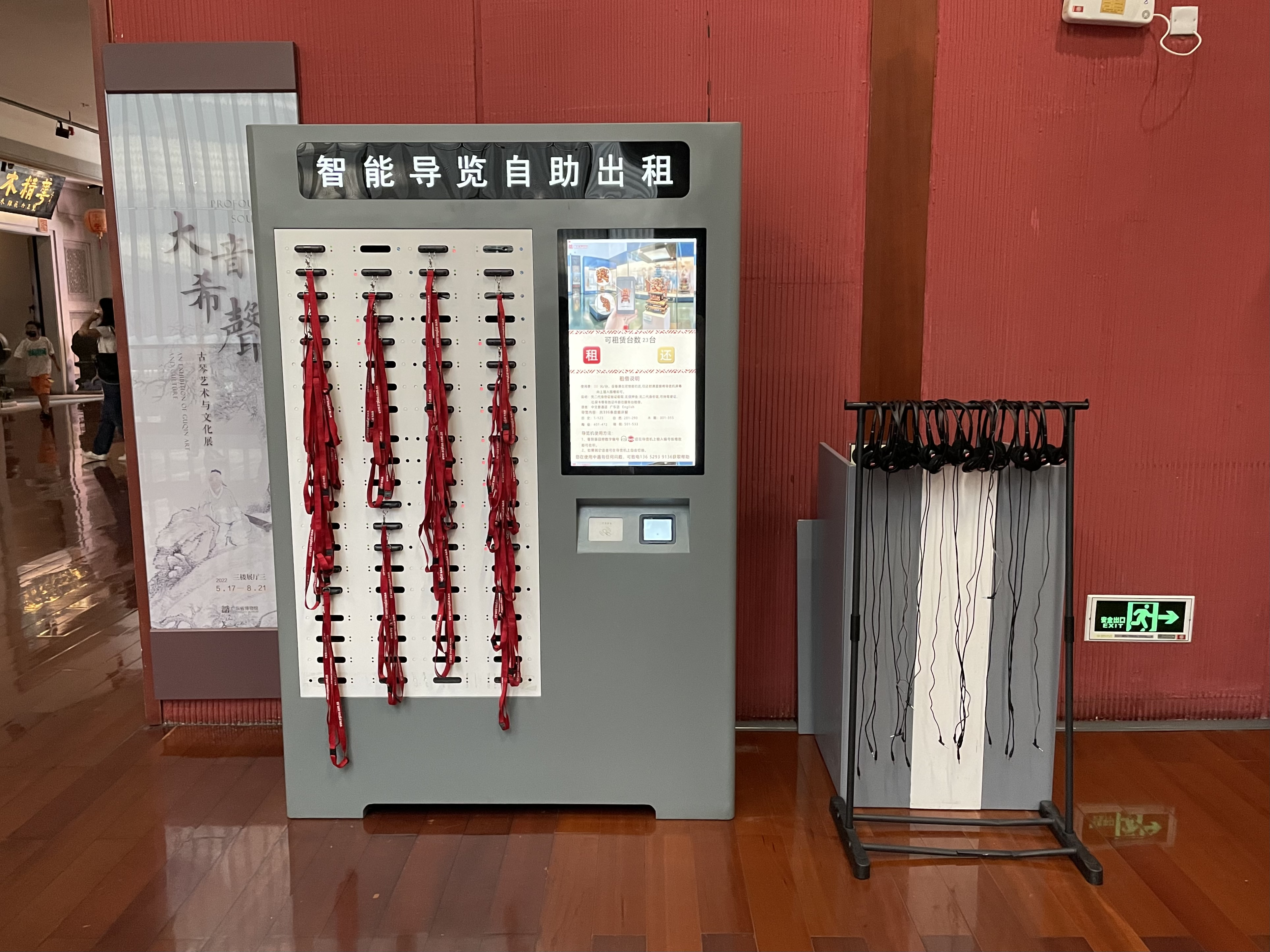
新馆内提供智能导览机器自助出租

#### 临时展览
- 2023年“叙利亚古代文物精品展”

## 开放时间
博物馆周二至周日9：00－17：00，逢周一闭馆（法定节假日和特殊情况除外），公众需在微信小程序上预约后才能进入。

### 邻近建筑
- 广州图书馆（新馆）
- 广东省立中山图书馆（广州鲁迅纪念馆）

## 外部連結
- 官方网站